# 圣莱里
圣莱里（法語：Saint-Léry，法語發音：[sɛ̃ leʁi]）是法国莫尔比昂省的一个市镇，属于瓦讷区。

## 地理
圣莱里（48°5'24"N, 2°15'22"W）面积1.58 平方千米，位于法国布列塔尼大區莫尔比昂省，该省份为法国西北部沿海省份，位于布列塔尼半岛南部，北起阿摩尔滨海省、西接菲尼斯泰尔省，南濒大西洋，东南接大西洋卢瓦尔省，东临伊勒-维莱讷省。
与圣莱里接壤的市镇（或旧市镇、城区）包括：加埃勒、莫龙。

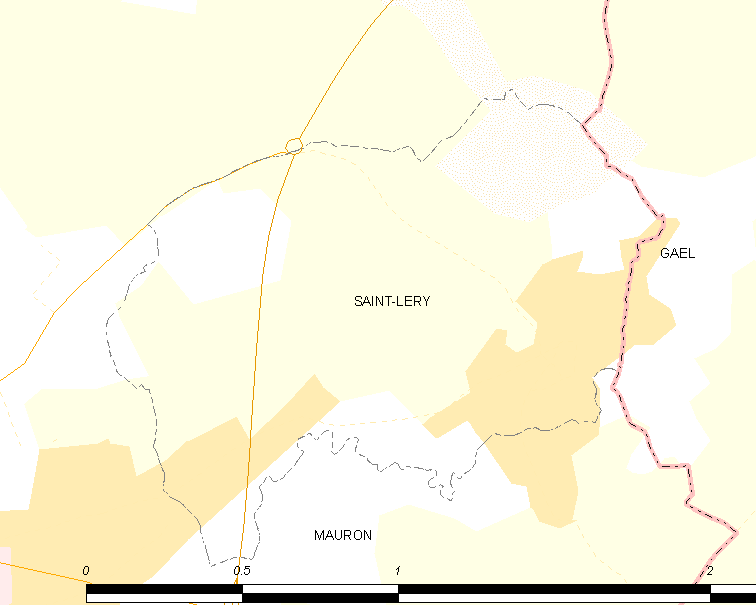
圣莱里的OSM定位图

圣莱里的时区为UTC+01:00、UTC+02:00（夏令时）。

## 行政
圣莱里的邮政编码为56430，INSEE市镇编码为56225。

## 政治
圣莱里所属的省级选区为普洛埃梅勒县。

## 人口

1962-2008年间圣莱里人口变化图示

圣莱里于2022年1月1日时的人口数量为205人。